# Неметон
Неметон - термін гальського походження, яким кельти називали святилище, священний гай, де під керівництвом друїдів, здійснювалися культові обряди. 
Неметони існували на території всього кельтського світу, їх знаходять як у сучасній Британії, так і в Угорщині, Німеччині, Швейцарії, Чехії і Франції. Прикладом є важливий неметон в лісі Неве (ця назва сама походить від слова неметон) у Бретані. Пам'ять про друїдські ритуали в цьому лісі дойшла до наших днів у вигляді місцевого християнського свята.  